# Антоніу Жозе де Алмейда
Анто́ніу Жозе́ де Алме́йда (порт. António José de Almeida; 27 липня 1866, Пенакова — 31 жовтня 1929, Лісабон) — португальський лікар і політик, 6-й президент Португалії з 5 жовтня 1919 по 5 жовтня 1923 року.

## Біографія

### До проголошення Республіки
Один з найпопулярніших лідерів Республіканської партії, з ранніх років приєднався до республіканських ідей.
Був студентом медицини в Коїмбрському університеті, коли опублікував в академічному журналі Ultimatum статтю під назвою «Браганса, останній». Стаття набула популярності, а сам португальський король Карлуш I визнав її образливою. Лише за втручання Мануела де Арріаги, Антоніу вдалося обмежитися до трьох місяців тюремного ув'язнення.
Після закінчення курсу медицини у 1895 році, вирушив до Анголи, а згодом — до Сан-Томе і Принсіпі, де працював лікарем до 1903 року. Повернувшись у Лісабон того ж року, вирушив до Франції, де проходив стажування у різних клініках. Повернувшись до Португалії наступного року, відразу заснував власну консультацію, коли почав поступово займатися активною політикою.
Був кандидатом від Республіканської партії у 1905 і 1906 роках, того ж року був обраний депутатом у серпні. 1906 року, перебуваючи на засіданні Палати депутатів, закликав солдатів, які були запрошені, щоб вигнати депутатів-республіканців, негайного проголошення республіки. Того ж року стає учасником одного з масонських гуртків.

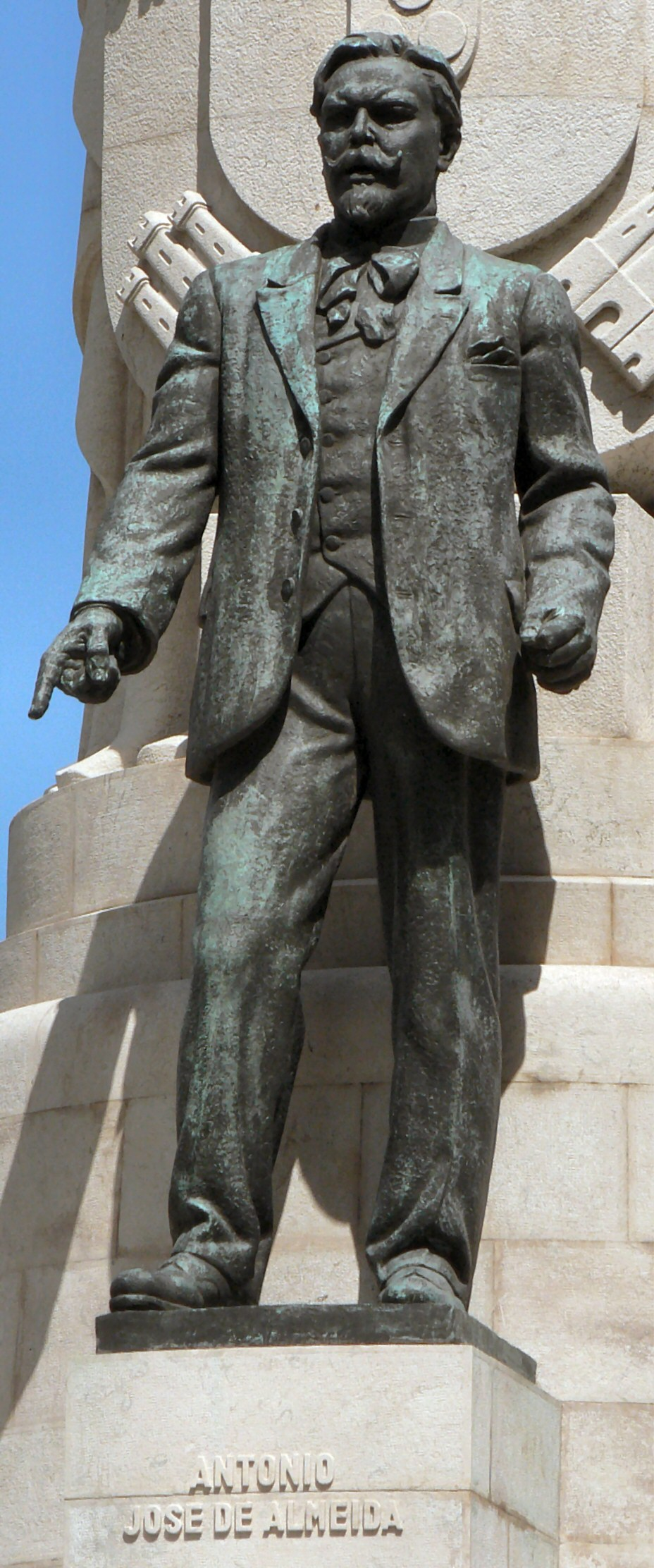
Статуя Антоніу Жозе де Алмейди у Лісабоні

Виступи Антоніу Жозе де Алмейди роблять його дуже популярним оратором серед республіканців. Під час спроби революційних подій січня 1908 року був ув'язнений, днями раніше до вбивства короля Карлуша Першого і принца Луїша Філіпе. Після звільнення відразу повертається до своєї руйнівної діяльності, вже як директор газети Національна Душа (порт. Alma Nacional).

### Після проголошення Республіки
У Тимчасовому уряді виконував обов'язки міністра внутрішніх справ, згодом займав інші високі посади і був депутатом, заснувавши у лютому 1912 року партію еволюціоністів. У січні 1911 року заснував також газету República, що протистояла демократичній партії Афонсу Кошти, хоча з ним же утворив коаліцію у березні 1916 року, в так званому уряді Священної єдності (порт. União Sagrada).
6 серпня 1919 був обраний президентом Республіки, пробувши на цій посаді до 5 жовтня 1923 року, таким чином ставши єдиним президентом, що відбув повний термін дії мандата при Першій Республіці (до 1926 року). За час свого президентства здійснив офіційний візит в Бразилію, де взяв участь у сторіччі проголошення незалежності цієї колишньої португальської колонії. Його красномовство принесло значний успіх поїздці.
За час президентства призначив 16 різних урядів та мала місце революція у жовтні 1922 року.
Помер 31 жовтня 1929 року, у Лісабоні, де пізніше йому було встановлено статую у центрі португальської столиці.
Був одружений з Марією Жоаною Пердігау Кейрога (померла у 1965 році), з якою мав 3 дітей.